# Pleurothallis applanata
Pleurothallis applanata är en orkidéart som beskrevs av Carlyle August Luer och Stig Dalström. Pleurothallis applanata ingår i släktet Pleurothallis och familjen orkidéer. Inga underarter finns listade i Catalogue of Life.